# Parafia Matki Wszystkich Narodów w Astanie
Parafia Matki Wszystkich Narodów w Astanie – parafia rzymskokatolicka, znajdująca się w dekanacie astańskim w archidiecezji Astany. W parafii posługują ojcowie franciszkanie konwentualni. Od 2008 roku proboszczem jest o. Paweł Blok OFMConv.  